# NBL 1986
Die NBL 1986 war die 8. Austragung der australasischen National Basketball League. Die mit vierzehn Teams aus Australien ausgetragene Meisterschaft begann am 25. April 1986 und endete am 19. Oktober 1986. Im Finale konnte sich die Adelaide 36ers in der Best-of-three-Serie gegen die Brisbane Bullets in drei Spielen durchsetzen und damit ihren ersten Meistertitel erringen.

## Modus
Jedes Team trägt in der regulären Saison 13 Heim- und Auswärtsspiele aus. Die Spielzeit beträgt 4 × 12 Minuten. Die in der Endtabelle auf den Plätzen 3 bis 6 stehenden Teams qualifizieren sich für das Viertelfinale der Playoffs. Dabei treten der der dritte gegen den sechsten und der vierte gegen den fünften an. Die zwei Sieger ziehen ins Halbfinale ein, wo sie auf die an 1 und 2 gesetzten Teams treffen. Die ersten beiden Runden werden in einem Spiel entschieden, während im Finale der best of three-Modus gilt.

## Mannschaften
| Mannschaft          | Stadt                                  | Austragungsort                 | Plätze | Trainer        |
| ------------------- | -------------------------------------- | ------------------------------ | ------ | -------------- |
| Adelaide 36ers      | Adelaide, South Australia              | Apollo Stadium                 | 3.000  | Ken Cole       |
| Brisbane Bullets    | Brisbane, Queensland                   | Brisbane Entertainment Centre  | 13.500 | Brian Kerle    |
| Canberra Cannons    | Canberra, Australian Capital Territory | AIS Arena                      | 5.200  | Bob Turner     |
| Coburg Giants       | Melbourne, Victoria                    | The Glass House                | 7.200  | Les Riddle     |
| Geelong Cats        | Geelong, Victoria                      | Geelong Arena                  | 2.000  | Ken Richardson |
| Hobart Devils       | Hobart Tasmania                        | Kingborough Sports Centre      | 1.800  | David Adkins   |
| Illawarra Hawks     | Wollongong, New South Wales            | Illawarra Basketball Stadium   | 2.000  | Dave Lindstrom |
| Melbourne Tigers    | Melbourne, Victoria                    | Albert Park Basketball Stadium | 2.000  | Lindsay Gaze   |
| Newcastle Falcons   | Newcastle, New South Wales             | Broadmeadow Basketball Stadium | 2.200  | Steve Johansen |
| Nunawading Spectres | Melbourne, Victoria                    | Burwood Stadium                | 2.000  | Barry Barnes   |
| Perth Wildcats      | Perth, Western Australia               | Perry Lakes Basketball Stadium | 1.500  | Jay Brehmer    |
| St. Kilda Saints    | Melbourne, Victoria                    | Keilor Stadium                 | 2.000  | Andris Blicavs |
| Sydney Supersonics  | Sydney, New South Wales                | State Sports Centre            | 5.006  | Owen Wells     |
| West Sydney Westars | Sydney, New South Wales                | State Sports Centre            | 5.006  | Robbie Cadee   |

## Tabelle
Abschlusstabelle nach Ende der Hauptrunde
- Für das Play-off Halbfinale qualifiziert
- Für das Play-off Viertelfinale qualifiziert

| Pl.  | Team                | Spiele | Siege | Niederlagen | Siegquote | Punkte+ | Punkte- | Punktedifferenz | Heimbilanz | Auswärtsbilanz |
| ---- | ------------------- | ------ | ----- | ----------- | --------- | ------- | ------- | --------------- | ---------- | -------------- |
| 01.  | Adelaide 36ers      | 26     | 24    | 2           | 92,31 %   | 3016    | 2510    | +506            | 13:0       | 11:2           |
| 02.  | Canberra Cannons    | 26     | 19    | 7           | 73,11 %   | 2718    | 2520    | +198            | 11:2       | 8:5            |
| 03.  | Brisbane Bullets    | 26     | 17    | 9           | 65,38 %   | 2650    | 2485    | +165            | 10:3       | 7:6            |
| 04.  | West Sydney Westars | 26     | 15    | 11          | 57,69 %   | 2519    | 2492    | +27             | 8:5        | 7:6            |
| 05.  | Illawarra Hawks     | 26     | 15    | 11          | 57,69 %   | 2551    | 2472    | +79             | 10:3       | 5:8            |
| 06.  | Sydney Supersonics  | 26     | 14    | 12          | 53,85 %   | 2518    | 2438    | +80             | 8:5        | 7:6            |
| 07.  | Geelong Cats        | 26     | 14    | 12          | 53,85 %   | 2875    | 2889    | −14             | 8:5        | 6:7            |
| 08.  | Coburg Giants       | 26     | 14    | 12          | 53,85 %   | 2841    | 2825    | +16             | 9:4        | 5:8            |
| 09.  | Nunawading Spectres | 26     | 12    | 14          | 46,15 %   | 2592    | 2642    | −50             | 8:5        | 4:9            |
| 010. | Newcastle Falcons   | 26     | 10    | 16          | 38,46 %   | 2782    | 2878    | −96             | 6:7        | 4:9            |
| 011. | Hobart Devils       | 26     | 9     | 17          | 34,62 %   | 2606    | 2704    | −98             | 7:6        | 2:11           |
| 012. | Perth Wildcats      | 26     | 8     | 18          | 30,77 %   | 2458    | 2693    | −235            | 6:7        | 2:11           |
| 013. | Melbourne Tigers    | 26     | 6     | 20          | 23,08 %   | 2822    | 3089    | −267            | 5:8        | 1:12           |
| 014. | St. Kilda Saints    | 26     | 5     | 21          | 19,23 %   | 2742    | 3053    | −311            | 3:10       | 2:11           |

## Play-offs

### Modus
Die in der Endtabelle auf den Plätzen 3 bis 6 stehenden Teams qualifizieren sich für das Viertelfinale der Playoffs. Dabei treten der der dritte gegen den sechsten und der vierte gegen den fünften an. Die zwei Sieger ziehen ins Halbfinale ein, wo sie auf die an 1 und 2 gesetzten Teams treffen. Die ersten beiden Runden werden in einem Spiel entschieden, während im Finale der best of three-Modus gilt.

### Spiele
|  | Halbfinale | Halbfinale       | Halbfinale       | Halbfinale | Halbfinale |                |                  | Finale | Finale | Finale | Finale | Finale |
|  |            |                  |                  |            |            |                |                  |        |        |        |        |        |
|  | 1          | Adelaide 36ers   | 116              |            |            |                |                  |        |        |        |        |        |
|  | 5          | Illawarra Hawks  | 92               |            |            |                |                  |        |        |        |        |        |
|  | 5          | Illawarra Hawks  | 92               |            | 1          | Adelaide 36ers | 122              | 83     | 113    |        |        |        |
|  |            |                  |                  |            |            | Adelaide 36ers | 122              | 83     | 113    |        |        |        |
|  |            | 3                | Brisbane Bullets | 119        | 104        | 91             |                  |        |        |        |        |        |
|  | 2          | 3                | Brisbane Bullets | 119        | 104        | 91             | Canberra Cannons | 100    |        |        |        |        |
|  | 2          |                  |                  |            |            |                |                  | 100    |        |        |        |        |
|  | 3          | Brisbane Bullets | 120              |            |            |                |                  |        |        |        |        |        |

## Individuelle Auszeichnungen
- Most Valuable Player der regulären Saison (Andrew Gaze Trophy): Leroy Loggins (Brisbane Bullets)
- Rookie of the Year:  Steve Lunardon (Nunawading Spectres)
- Coach of the Year (Lindsay Gaze Trophy): Ken Cole (Adelaide 36ers)
- All-NBL First Team:
  - Steve Carfino (Hobart Devils)
  - Andrew Gaze (Melbourne Tigers)
  - Leroy Loggins (Brisbane Bullets)
  - Jim Foster (Coburg Giants)
  - Mark Davis (Adelaide 36ers)

- Grand Final Series MVP (Larry Sengstock Medal): Mark Davis (Adelaide 36ers)